# Dinohippus
Dinohippus (Grieks: 'Verschrikkelijk paard') is een geslacht van uitgestorven paarden uit het Laat-Mioceen en Plioceen van Noord-Amerika vanaf het late Hemphillian-stadium van het Mioceen tot het Zanclean-stadium van het Plioceen (10,3-3,6 miljoen jaar geleden) en bestond ongeveer 6,7 miljoen jaar. Fossielen zijn wijdverbreid in heel Noord-Amerika en worden gevonden op meer dan dertig locaties van Florida tot Alberta en Panama (Alajuelaformatie)..

## Fossiele vondsten
Fossielen van Dinohippus zijn gevonden in de Verenigde Staten, de Canadese provincie Alberta, Mexico en Costa Rica. De vondsten dateren uit de North American Land Mammal Ages Hemphillian en Blancan.
In de Curré-formatie in Costa Rica is D. mexicanus een van de drie paardensoorten waarvan fossielen, te weten kiezen, onderkaken en delen van de benen, zijn gevonden. De andere twee soorten zijn Calippus hondurensis en Protohippus gidleyi.

## Kenmerken
Dinohippus was een eentenig paard. Dit dier was zo groot als een zebra en het had een schofthoogte van anderhalve meter.

## Verwantschap
Dinohippus behoort tot de onderfamilie Equinae en nauw verwant aan Equus, het geslacht dat de hedendaagse wilde paardachtigen omvat.